# Géza von Radványi
Dans le nom hongrois Radványi Géza, le nom de famille précède le prénom, mais cet article utilise l’ordre habituel en français Géza Radványi, où le prénom précède le nom.
Géza Radványi ([ˈgeːzɒ], [ˈɾɒdvaːɲi] ; Géza von Radványi en allemand), né Géza Grosschmid ([ˈgeːzɒ], [ˈgɾosʃmit]) le 26 septembre 1907 à Kassa et mort le 27 novembre 1986 à Budapest, est un réalisateur, scénariste, producteur et écrivain hongrois.

## Biographie
Né Grosschmid de Mára, il relève le nom de sa grand-mère Klementina Radványi (1841-1898). Frère de l'écrivain Sándor Márai, Géza von Radványi débute dans le journalisme avant de s’orienter vers le cinéma en 1941. Il symbolise ce que fut un cinéma populaire des années 50 à 60 tentant de rivaliser avec les studios hollywoodiens grâce à ses coproductions européennes.
On retiendra d'abord à la fin des années 1940, Quelque part en Europe et Femmes sans nom (Donne senza nome), drames néoréalistes durs et sans concessions sur les ravages de la guerre et de l'après-guerre. Durant les années 1950, von Radványi change de style : L'Étrange Désir de monsieur Bard, avec Michel Simon et Geneviève Page (1953), et surtout, il obtient le succès grâce à son remake de Jeunes filles en uniforme (Mädchen in Uniform) avec Lilli Palmer, Marthe Mercadier et la jeune vedette montante Romy Schneider (1958). On citera encore, à la fin de la même décennie, Douze Heures d'horloge (Ihr Verbrechen war Liebe), un thriller sur un scénario signé Boileau et Narcejac, avec Lino Ventura et Laurent Terzieff, puis une jolie comédie, Mademoiselle Ange (Ein Engel auf Erden) avec Romy Schneider et Henri Vidal (1959).
Au cours des années 1960, encore plus ambitieuses et louables, ses coproductions imposantes tournées en 70 mm, La Case de l'oncle Tom (Onkel Toms Hütte) avec Mylène Demongeot et Herbert Lom (1965), et Le congrès s’amuse (Der Kongreß amüsiert sich) avec Lilli Palmer, Curd Jürgens, Paul Meurisse et Françoise Arnoul (1966), ne seront malheureusement pas de grandes réussites.
En revanche et plus surprenant, il est à l’origine du scénario d’un film à succès de Louis de Funès, L'Homme orchestre, réalisé par Serge Korber (1970).
Géza von Radványi achèvera sa carrière avec une production modeste réalisée dans sa patrie, Circus Maximus (1980).

## Témoignage
- René Barjavel[2] : « Géza von Radványi est non seulement un des plus grands créateurs du cinéma mondial, mais avant, et au-dessus, cet être rare, fabuleux, presque invraisemblable : un homme fraternel ».

## Filmographie partielle

### Réalisateur
- 1940 : Jalousie (hu) (Zárt tárgyalás)
- 1941 : Európa nem válaszol (hu)
- 1941 : A beszélő köntös (hu)
- 1942 : Inferno giallo (it)
- 1942 : Egy asszony visszanéz
- 1947 : Quelque part en Europe (Valahol Európában)
- 1950 : Femmes sans nom (Donne senza nome)
- 1953 : L'Étrange Désir de monsieur Bard
- 1955 : Ingrid: Die Geschichte eines Fotomodells
- 1955 : Jeunes Filles sans frontières (Mädchen ohne Grenzen)
- 1957 : Vacances au Tyrol (de) (Das Schloß in Tirol)
- 1958 : Le Médecin de Stalingrad (Der Arzt von Stalingrad)
- 1958 : Jeunes filles en uniforme (Mädchen in Uniform)
- 1959 : Douze Heures d'horloge (Ihr Verbrechen war Liebe)
- 1959 : Mademoiselle Ange (Ein Engel auf Erden)
- 1961 : Quand les parents dorment (de) (Und sowas nennt sich Leben)
- 1961 : La Grande Roue (Das Riesenrad)
- 1961 : C'est pas toujours du caviar (Es muß nicht immer Kaviar sein)
- 1961 : Top secret - C'est pas toujours du caviar (Diesmal muß es Kaviar sein)
- 1965 : La Case de l'oncle Tom (Onkel Toms Hütte)
- 1966 : Le congrès s’amuse (Der Kongreß amüsiert sich)
- 1980 : Circus Maximus

### Scénariste
- 1940 : Sarajevo (hu) d'Ákos von Ráthonyi